# Jan Mehlum
Œuvres principales
Kalde hender
Jan Mehlum, né le 1er janvier 1945 à Tønsberg, en Norvège, est un écrivain norvégien, auteur de roman policier.

## Biographie
Il est fait des études à l'université d'Oslo. Il est professeur de sociologie au Høgskolen i Vestfold (no).
En 1986, il publie son premier roman, Gylne tider, premier volume d'une série mettant en scène l'avocat Svend Foyn. En 1998, il fait paraître Kalde hender avec lequel il remporte le prix Riverton 1998.

## Œuvre

### Romans

#### SérieSvend Foyn
- Gylne tider (1996)
- Kalde hender (1998)
- Det annet kinn (1999)
- En rettferdig dom (2000)
- En nødvendig død (2002)
- Den siste dansen (2003)
- Din eneste venn (2005)
- For Guds skyld (2007)
- Det ingen vet (2008)
- Madrugada (2009)
- Bake kake søte (2010)
- Straffen (2011)
- En god sak (2012)
- Ren samvittighet (2014)

#### Autre roman
- Lengsel etter penger (2013)

## Prix
- Prix Riverton 1998 pour Kalde hender[1]
- Vestfolds Litteraturpris (no) 2003[2]